# Vicalvarada

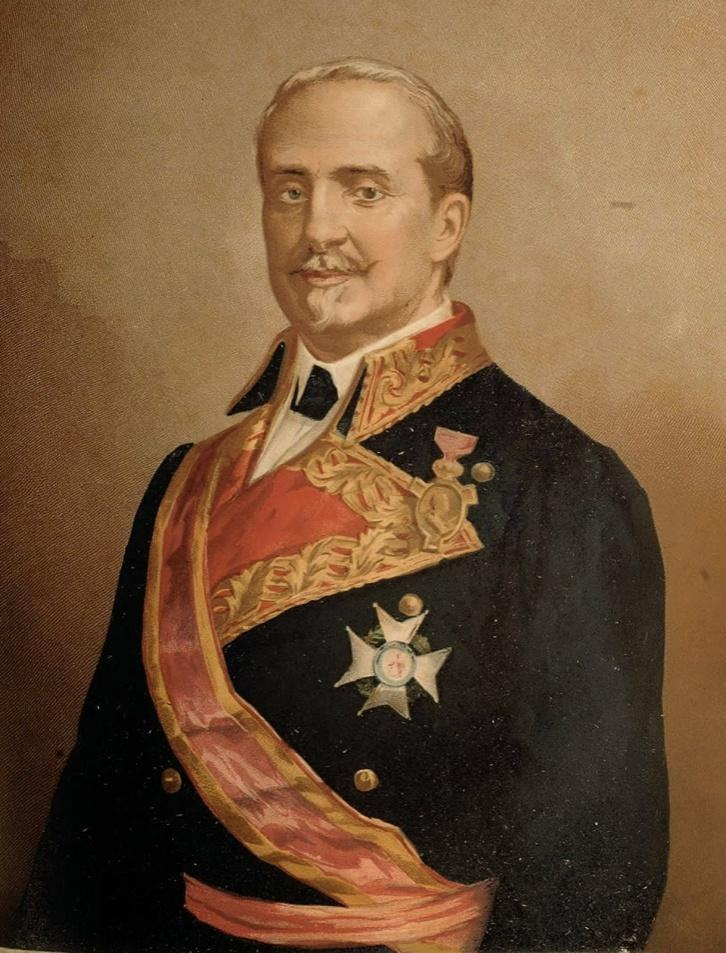
Leopoldo O'Donnell.

La Vicalvarada és el nom amb què és coneguda la revolta espanyola del 1854, per haver-se originat a l'aquarterament del poble madrileny de Vicálvaro, al final dels governs moderats durant el regnat d'Isabel II a la fi de juny del 1854, i engloba tant el pronunciament ocorregut el 28 de juny, com els successos de juliol, que van donar lloc al Bienni Progressista (1854-1856).
El febrer del 1854, militars adeptes al Partit Democràtic van provar de portar a terme una revolta a Saragossa, amb el suport d'elements civils, però van fracassar. La situació de tensió amb el govern moderat, més procliu als seus elements autoritaris, no va impedir que membres de la burgesia industrial i el progressisme mantinguessin les seves intencions de fer caure el govern.
El 28 de juny un nodrit grup d'alts comandaments de l'exèrcit encapçalats per Leopoldo O'Donnell i Domingo Dulce es van enfrontar a les tropes lleials al Govern. El general O'Donnell i les seves tropes es van retirar cap al Sud, on van connectar amb les del general Serrano. Junts van publicar el Manifest de Manzanares el 7 de juliol, redactat per Cánovas del Castillo, i on es prometia la descentralització, una reforma electoral, el restabliment de la milícia nacional i altres demandes dels progressistes. El Partit Progressista va instar al general Baldomero Espartero a unir-se al moviment i liderar-lo. Juntament amb Madrid i Saragossa es van produir alçaments a Barcelona i zones de València i Logronyo. La revolta va ser finançada per diferents sectors de l'economia emergent i, sobretot, pel banquer Juan Bruil.
Els revoltats pretenien la reinstauració de la Milícia Nacional, la supressió de la Constitució moderada de 1845 i una àmplia amnistia pels presos polítics. L'agreujament de la situació a mitjan juliol va obligar a la reina Isabel II a prescindir dels moderats i cridar Espartero per presidir el Consell de Ministres. Aconsellada per la seva mare, Maria Cristina de Borbó, va considerar una deslleialtat d'O'Donnell l'amotinament, i el privà de la Presidència. El 29 de juliol van entrar a Madrid Espartero i O'Donnell emparats pel clam popular i l'1 d'agost es va formar el nou gabinet.